# Edizioni Il Polifilo
Edizioni Il Polifilo ist ein italienischer Buchverlag in Mailand.
Der Verlag wurde im Jahre 1959 von dem Schriftsteller Alberto Vigevani (1918–1999) gegründet, der bereits zuvor mit gleichem Namen (Libreria antiquaria Il Polifilo) seit 1941 ein Buchantiquariat in Mailand eröffnet hatte. Der Name des Verlages nimmt entsprechend seiner bibliophilen Ausrichtung auf die literarische Figur des Poliphilus Bezug, dem Protagonisten eines der schönsten Bücher der italienischen Renaissance, des 1499 in Venedig von Aldus Manutius gedruckten Romans mit dem rätselhaften Titel Hypnerotomachia Poliphili (Liebestraumkampf des Poliphilus). Das Verlagsprogramm zeichnet sich durch Publikationen zu Themen der Buchkunde, Buchillustration, Kunst- und Architekturgeschichte sowie der Typographie aus. Neben Alberto Vigevani trat dessen Bruder Enrico in die Verlagsgeschäfte ein, seit 1969 liegt die Verlagsführung in den Händen von seinem Sohn Paolo. Dem Verlag wurde zweimal der Kulturpreis des Italienischen Ministerpräsidenten verliehen. Zum dreißigjährigen Bestehen 1989 veranstaltete die Biblioteca Trivulziana in Mailand eine Ausstellung, bei der alle Werke des Verlages gezeigt wurden. Anlässlich des fünfzigjährigen Jubiläums fand 2010 eine Ausstellung im Palazzo Sormani in Mailand statt.